# Szadoki i wielkie nic
Szadoki i wielkie nic (Les Shadoks et le big blank) – czwarty cykl francuskich filmów animowanych z serii Szadoki (Les Shadoks), wyreżyserowany (w styczniu 2000) przez Jacques’a Rouxela i René Borga, wyprodukowany przez francuską telewizję Canal+. W Polsce, program emitowany był przez telewizję ZigZap w paśmie 12.00–16.00, w przerwach między dużymi programami. Serial Szadoki jest zjawiskiem uznawanym za kultowe we francuskim pejzażu telewizyjnym.

## Zarys fabuły
Serial opowiada o świecie niewielkich stworzeń, żyjących w strachu przed „Wielkim Nicem”, zmniejszaczem wszechświatów. Gdy Big Blank napada na wszechświat szadoków, zaczyna się spadoza, polegająca na spadaniu z nieba różnych śmieci. Jest to spowodowane kurczeniem się wszechświata. Szadoki wpadają na pomysł by napompować wszechświat, i budują w tym celu wielką pompę. Nie osiągają jednak zamierzonych celów. Wielki Nic zmniejsza wszechświat do wielkości ziarna fasoli.
Po odbudowaniu czasu, szadoki zaczynają żyć na „Wielkiej Szpuli”, gdzie czas przesuwa się z jednej szpuli na drugą, a Big Blank zapisuje wszystkie informacje na „Wielkiej Szpuli Przyszłości”. Decyduje o wszystkim. Szadoki zaczynają chcieć przewidywać co ma się wydarzyć przez czytanie z „Wielkiej paćki”, lub „Wielkiej szlamy”. Prognozy są jednak chaotyczne. Szadoki chcą, z obawy, że Wielka Szpula Przyszłości rozwinie się, uciec z tej dziwnej planety do „Dziury całości”. Jednak Big Blank nie puszcza ich, a nad szadokami litują się gibaski. Stworki te jednak zarażają się od szadoków chorobami i uciekają. Zostawiają im maszynę transformacyjną, którą jednak astrolog zaraża wirusami. Wirusy pozostają wierne szadokom, więc te ostatnie idą do Profesora. Wymyśla on komputer, który steruje szadokami. Jednak i na to Big Blank znajduje sposób i zostaje on popsuty przez wirusy komputerowe. Wkrótce szpula się rozwija, oznaczając koniec świata szadoków.

### Postaci pierwszoplanowe
- Profesor Szadoko – pracuje na Akademii Szadowskiej
- Astrolog – przebiegły shadok, zawsze sprzeciwia się Profesorowi
- Big Blank – Wielki nic. Strateg, usiłujący zniszczyć szadoki

### Postaci drugoplanowe
- Gibaski (w starszym tłumaczeniu zwane z francuska „Żibisami”)
- Czasomierze
- Pirat shadok
- Mimi Legenda